# Heinrich Mosler-Pallenberg
Heinrich Mosler-Pallenberg (* 2. August 1863 in Köln; † 30. Juni 1893 in Wien) war ein deutscher Porträt- und Historienmaler der Düsseldorfer Schule.

## Leben

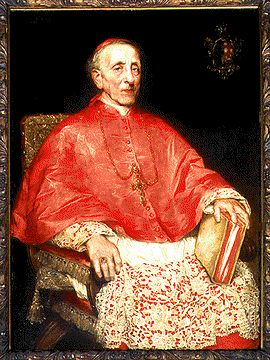
Porträt des Kölner Erzbischofs Philipp Kardinal Krementz, 1889

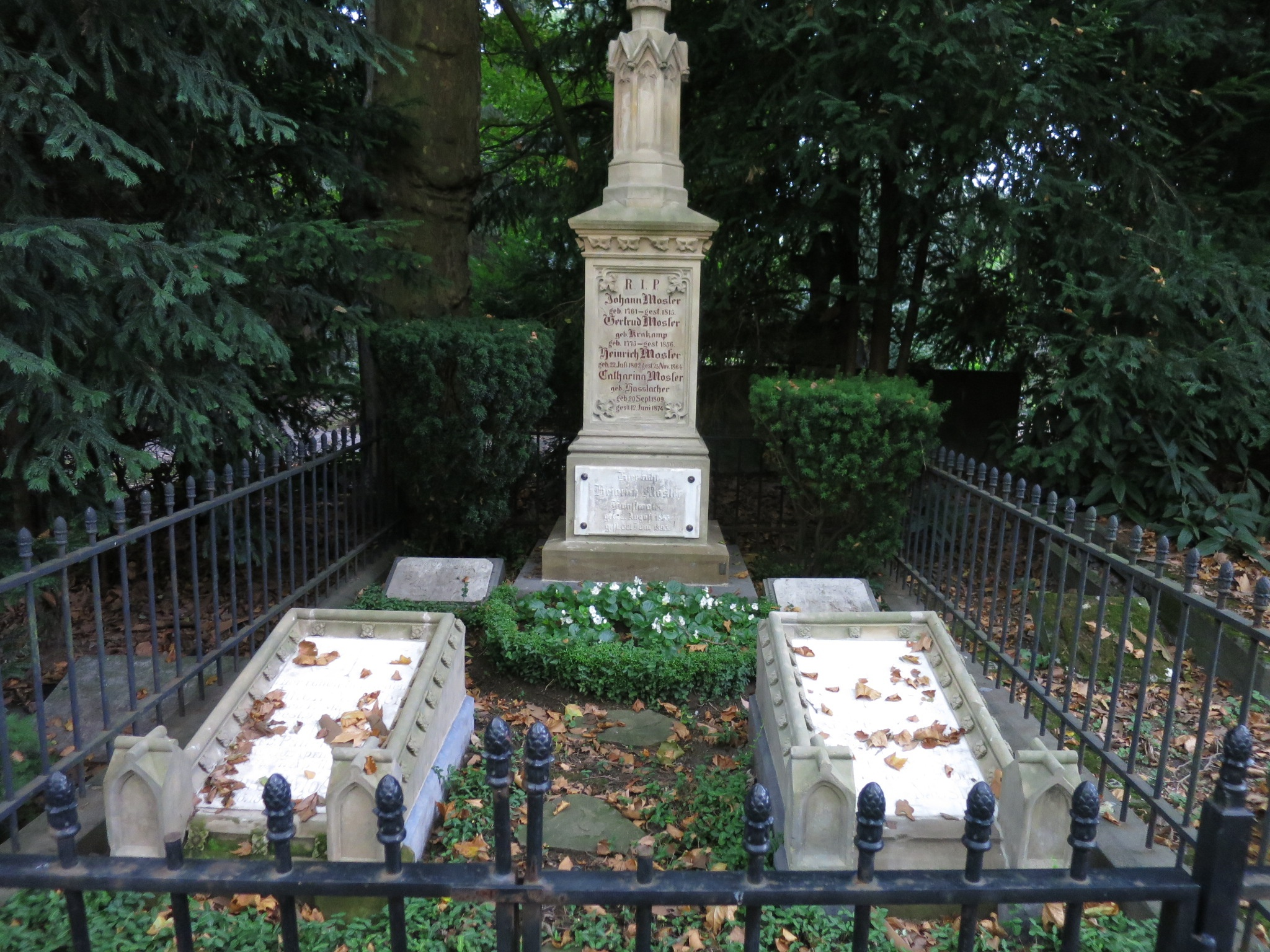
Familiengrab Mosler auf dem Melaten-Friedhof

Mosler, Sohn des Königlich Preußischen Hofkonditors Anton Mosler (1834–1888) und dessen Ehefrau Anna, geborene Pallenberg (1836–1894), einer Tochter des Kölner Möbelfabrikanten Heinrich Pallenberg, wuchs in Köln auf, wo der Vater in dritter Generation eine Konditorei betrieb. Nach der Schulausbildung besuchte Mosler in den Jahren 1881 bis 1885 die Kunstakademie Düsseldorf. Dort waren Andreas Müller, Heinrich Lauenstein sowie vor allem Peter Janssen der Ältere und Wilhelm Sohn seine Lehrer. Studienreisen führten Mosler in die großen Galerien seiner Zeit, in die Niederlande, nach Frankreich, Italien, Spanien und Großbritannien, wo er sich besonders für die Malerei der Alten Meister interessierte. Er beteiligte sich an nationalen und internationalen Ausstellungen in Berlin, Wien und München. Auf der Berliner akademischen Kunstausstellung 1887 und auf der Berliner internationalen Kunstausstellung 1891 erhielt er jeweils ehrenvolle Erwähnungen. 1888 trat er mit der Allegorie Resignation in Erscheinung, 1889 mit dem Porträt des Kölner Erzbischofs Philipp Kardinal Krementz.
Beigesetzt wurde er im Grab der Familie Mosler auf dem Kölner Melaten-Friedhof (HWG, zwischen Lit.B+C).